# Краковия (хоккейный клуб)
ХК «Краковия» (пол. Cracovia) — хоккейный клуб из города Краков. Основан в 1906 году. Выступает в Польской Экстралиге. Домашние матчи проводит на катке имени Адама Ковалевского.

## История
«Краковия» — старейший польский спортивный клуб. Официальной датой основания клуба считается 13 июня 1906 года. Первая хоккейная игра была проведена в 1909 году. В 1912 году клуб распался, но в 1923 году был возрождён. На текущий момент клуб выступает в высшей лиге Польши. Также существует женская команда.

## Достижения
- Чемпионат Польши по хоккею:
  - Победители (9)  : 1937 , 1946 , 1947 , 1948 , 1949 , 2006 , 2008 , 2009 , 2011, 2016
  - Серебряный призёр (1)  : 2010
  - Бронзовый призёр (4)  : 1935 , 1951 , 2005 , 2007

- Кубок Польши по хоккею
  - Финалист (1)  : 2008

## Гимн
Гимн клуба — Hymn Cracowii, написан рок-музыкантом Мацеем Маленчуком и исполняется каждый раз перед матчами клуба.